# Turkiets MotoGP 2005
Turkiets MotoGP 2005 kördes den 23 oktober på Istanbul Park.

## MotoGP

### Slutresultat
| Plats | Förare          | Märke    | Grid | Kvaltid  |
| ----- | --------------- | -------- | ---- | -------- |
| 1     | Marco Melandri  | Honda    | 2    | 1.52,463 |
| 2     | Valentino Rossi | Yamaha   | 4    | 1.53,177 |
| 3     | Sete Gibernau   | Honda    | 1    | 1.52,335 |
| 4     | Sete Gibernau   | Honda    | 1    | 1.52,334 |
| 5     | Carlos Checa    | Ducati   | 9    | 1.53,836 |
| 6     | Toni Elías      | Yamaha   | 6    | 1.53,320 |
| 7     | Colin Edwards   | Yamaha   | 5    | 1.53,219 |
| 8     | Makoto Tamada   | Honda    | 7    | 1.53,667 |
| 9     | Alex Barros     | Honda    | 8    | 1.53,719 |
| 10    | Shinya Nakano   | Kawasaki | 10   | 1.54,023 |
| 11    | Chris Vermeulen | Honda    | 11   | 1.54,217 |
| 12    | Max Biaggi      | Honda    | 12   | 1.54,358 |
| 13    | Olivier Jacque  | Kawasaki | 13   | 1.54,407 |
| 14    | Rubén Xaus      | Yamaha   | 16   | 1.55,414 |
| 15    | John Hopkins    | Suzuki   | 14   | 1.54,434 |
| 16    | Roberto Rolfo   | Ducati   | 17   | 1.55,838 |
| 17    | Franco Battaini | Blata    | 19   | 1.58,417 |
| 18    | James Ellison   | Blata    | 18   | 1.56,578 |
| 19    | Shinichi Itoh   | Ducati   | 15   | 1.54,669 |